# استیوارت واکر (فیلم‌ساز)
استیوارت واکر  (به انگلیسی: Stuart Armstrong Walker) یک کارگردان فیلم و تهیه‌کننده اهل ایالات متحده آمریکا بود

## فیلمشناسی
- اسرار ادوین درود (۱۹۳۵، کارگردان)
- تیم اضطراری (۱۹۴۰، دستیار تهیه‌کننده، بدون آمدن نام در عنوان‌بندی)